# الأمر التنفيذي رقم 14168
الأمر التنفيذي رقم 14168 (بالإنجليزية: Executive Order 14168)، بعنوان «دفاعًا عن النساء من التطرف الأيديولوجي المتعلق بالجنس واستعادة الحقيقة البيولوجية للحكومة الفدرالية»، هو أمر تنفيذي أصدره دونالد ترامب في 20 يناير من عام 2025، يوم تنصيبه لولايته الثانية رئيسًا للولايات المتحدة الأمريكية.
يسحب الأمر الاعتراف الفدرالي بالأشخاص المتحولين جنسيًا. ويتطلب من الوزارات الفدرالية الاعتراف بالجندر على أنه ثنائي ثابت لا يتغير بين الذكر والأنثى (يُحدد بالجنس البيولوجي «من وقت التكوين»)، ويستبدل جميع استخدامات كلمة «جندر» بكلمة «جنس» في المواد الرسمية ويوقف جميع التمويلات المتعلقة بالرعاية التأكيدية للجندر والترويج «للأيديولوجية الجندرية» ويوقف السماح بالتعريف الذاتي بالجندر في الوثائق الفدرالية مثل جوازات السفر، ويحظر على الأشخاص المتحولين استخدام المرافق الفدرالية الممولة والمنفصلة حسب الجنس المتوافق مع هويتهم الجندرية. يدعو النائب العام إلى إعادة تقييم تطبيق حكم قضية بوستوك ضد مقاطعة كلايتون (2020) بحيث لا تُمنح حماية قانون العنوان السابع بناءً على الهوية الجندرية في الأنشطة الفدرالية.
واجهت أحكام الأمر التنفيذي تحديات قانونية إذ صدرت أوامر قضائية مؤقتة لتعليق حجب التمويل الفدرالي عن البرامج التي تمول الرعاية التأكيدية للجندر وتروج «للأيديولوجية الجندرية» ووقف عمليات النقل القسرية للسجناء المتحولين إلى مرافق تتوافق مع الجنس المعين عند الولادة ووقف حظر التعريف الذاتي بالجندر على جوازات السفر وإزالة كميات كبيرة من الوثائق الصادرة عن مراكز السيطرة على الأمراض والوقاية منها وإدارة الغذاء والدواء ووزارة الصحة والخدمات الإنسانية التي تتناول مواضيع متعلقة «بالأيديولوجية الجندرية».

## ملخص
يهاجم الأمر التنفيذي ما يسميه «الأيديولوجية الجندرية»، التي وصفها بأنها استبدال «الفئة البيولوجية للجنس بمفهوم متغير باستمرار للهوية الجندرية التي يحددها الفرد بنفسه، ما يسمح بالادعاء الزائف بأن الذكور يمكنهم التعريف بأنهم نساء ومن ثم يصبحون كذلك، والعكس بالعكس، ويتطلب من جميع مؤسسات المجتمع اعتبار هذا الادعاء الزائف حقيقيًا». يدافع الأمر أيضًا «عن حقوق النساء ويحمي حرية الضمير باستخدام لغة وسياسات واضحة ودقيقة تعترف بأن النساء بيولوجيًا إناث، والرجال بيولوجيًا ذكور».
يُعرف الأمر أيضًا «الأنثى» و«الذكر» على التوالي بأنهما «شخص ينتمي، عند التكوين، إلى الجنس الذي ينتج الخلية التناسلية الكبيرة» و«شخص ينتمي، عند التكوين، إلى الجنس الذي ينتج الخلية التناسلية الصغيرة».
فرض الأمر التنفيذي ما يلي:
- على الوكالات الفدرالية استخدام كلمة «الجنس» بدلًا من «الجندر» وإزالة المواد التي «تروج للأيديولوجية الجندرية» ووقف «تمويل الأيديولوجية الجندرية».
- إيقاف السماح في الوثائق الرسمية الحكومية مثل جوازات السفر والتأشيرات بالتعريف الذاتي للجندر، مع الإشارة إلى أن الوثائق القائمة لن تتأثر إلا عند تجديدها.[7]
- عدم سجن الأشخاص المتحولين جنسيًا في مرافق تتوافق مع هويتهم الجندرية.
- مطالبة إدارة السجون بوقف أي تمويل فدرالي للرعاية التأكيدية للجندر وتعديل قانون القضاء على الاعتداء الجنسي في السجون وإعادة تفسير قانون الأمريكيين ذوي الإعاقة لتحقيق ذلك.
- عدم توجيه أي تمويل فدرالي للرعاية التأكيدية للجندر.[8]
- إصدار النائب العام توجيهات «لتصحيح سوء تطبيق قرار المحكمة العليا في قضية بوستوك ضد مقاطعة كلايتون (2020) فيما يتعلق بالتمييز القائم على الجنس» في أنشطة الوكالات الفدرالية.
- إلغاء السياسات والوثائق الحكومية الفدرالية السابقة التي تتعارض مع هذا الأمر، متضمنةً السياسات التي تلزم استخدام الأسماء والضمائر المتوافقة مع هوية الشخص الجندرية في أماكن العمل الفدرالية.